# Élection gouvernorale révocatoire de 2021 en Californie
L'élection gouvernorale révocatoire de 2021 en Californie a lieu le 14 septembre 2021 dans l'État américain de Californie.
Le scrutin consiste d'une part en un référendum révocatoire à l'encontre du gouverneur sortant Gavin Newsom, et en une élection gouvernorale pour ce même poste. La population est ainsi amenée à se prononcer simultanément sur la fin anticipée du mandat de son gouverneur et à voter pour son remplaçant, les résultats de l'élection n'étant pris en compte qu'en cas de victoire du Oui au référendum.
La révocation de Newson est rejetée à une large majorité de près de 62 % des suffrages exprimés.

## Contexte

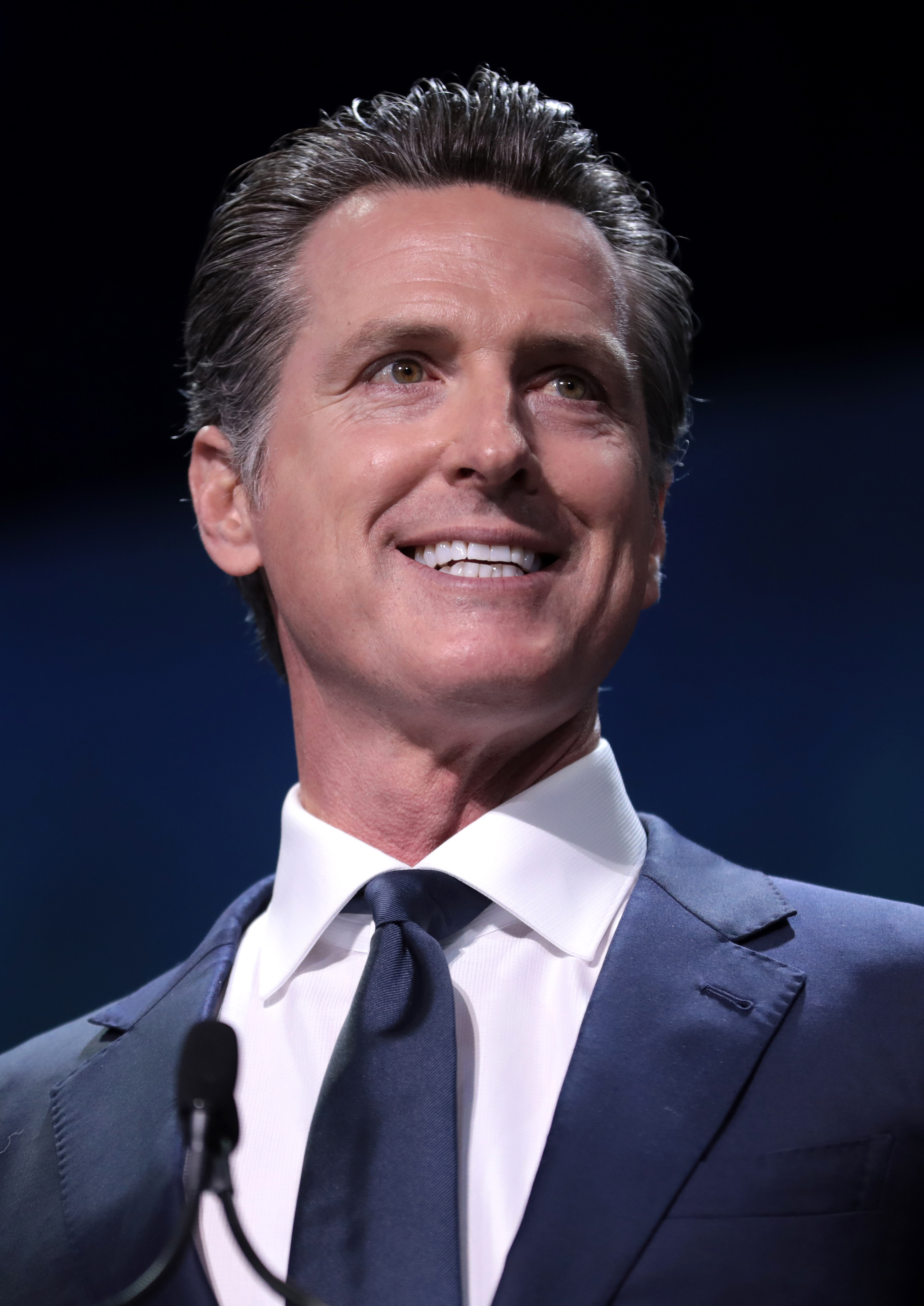
Gavin Newsom

Il s'agit de la quatrième élection gouvernorale révocatoire organisée dans l’État de Californie, la précédente en 2003 ayant vue l'arrivée au poste de gouverneur du Républicain Arnold Schwarzenegger en remplacement du gouverneur Démocrate Gray Davis,. La Californie permet en effet à la population de déclencher un référendum révocatoire à l'encontre de son gouverneur à la condition de réunir en l'espace de 160 jours les signatures d'un minimum de 12 % du total des voix lors des élections précédente, avec au minimum 1 % de ce même total dans au moins cinq des cinquante-huit comtés de l'État de Californie,.
Ce système de référendum révocatoire présente la particularité d'être organisé en même temps que l'élection gouvernorale pour le remplaçant du gouverneur sortant en cas de résultat positif au référendum. Le gouverneur ainsi élu ne l'est cependant que pour la durée restante du mandat du gouverneur révoqué. Une nouvelle élection aura ainsi lieu le 8 novembre 2022 quel que soit le résultat en 2021.

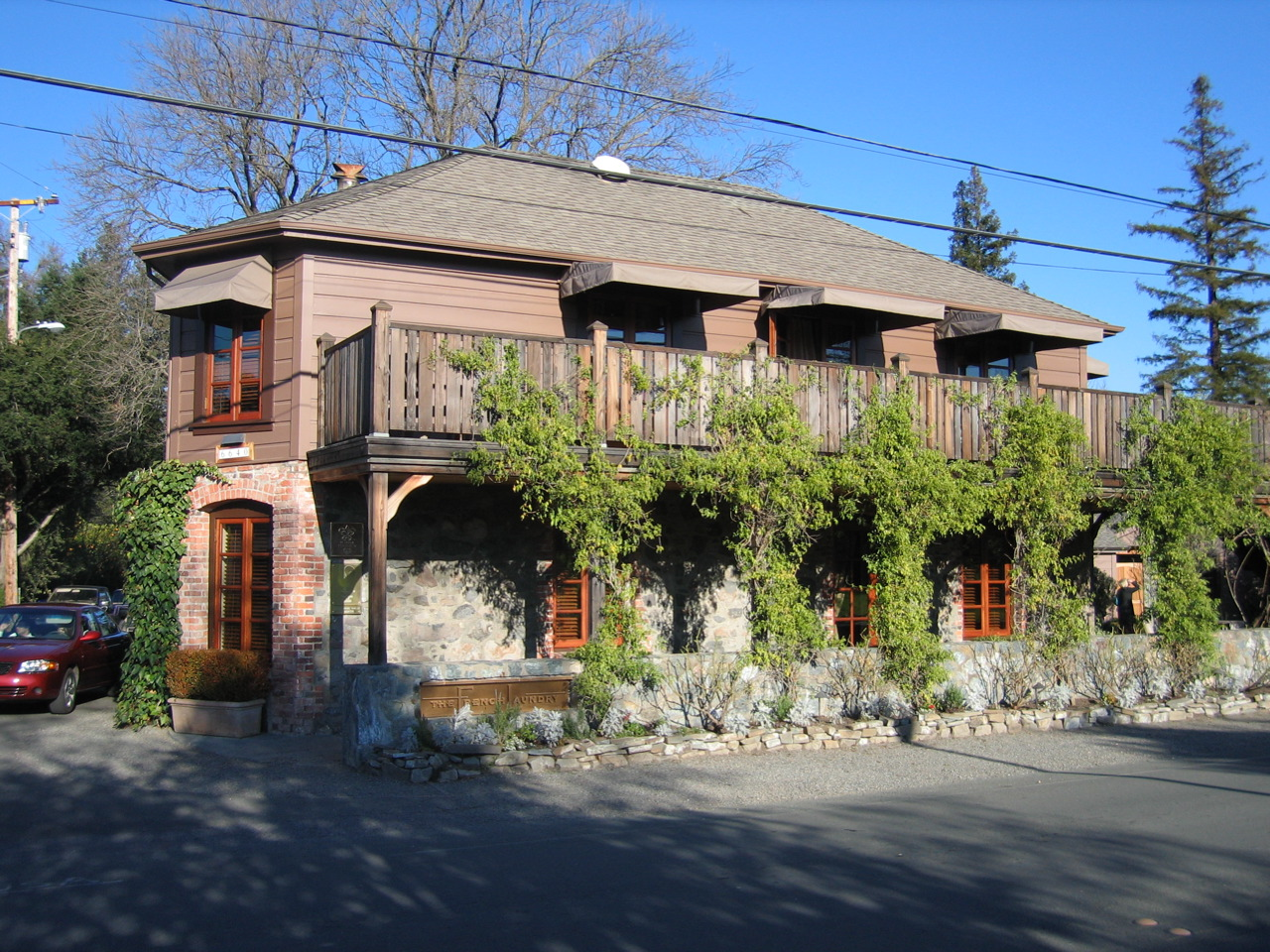
The French Laundry

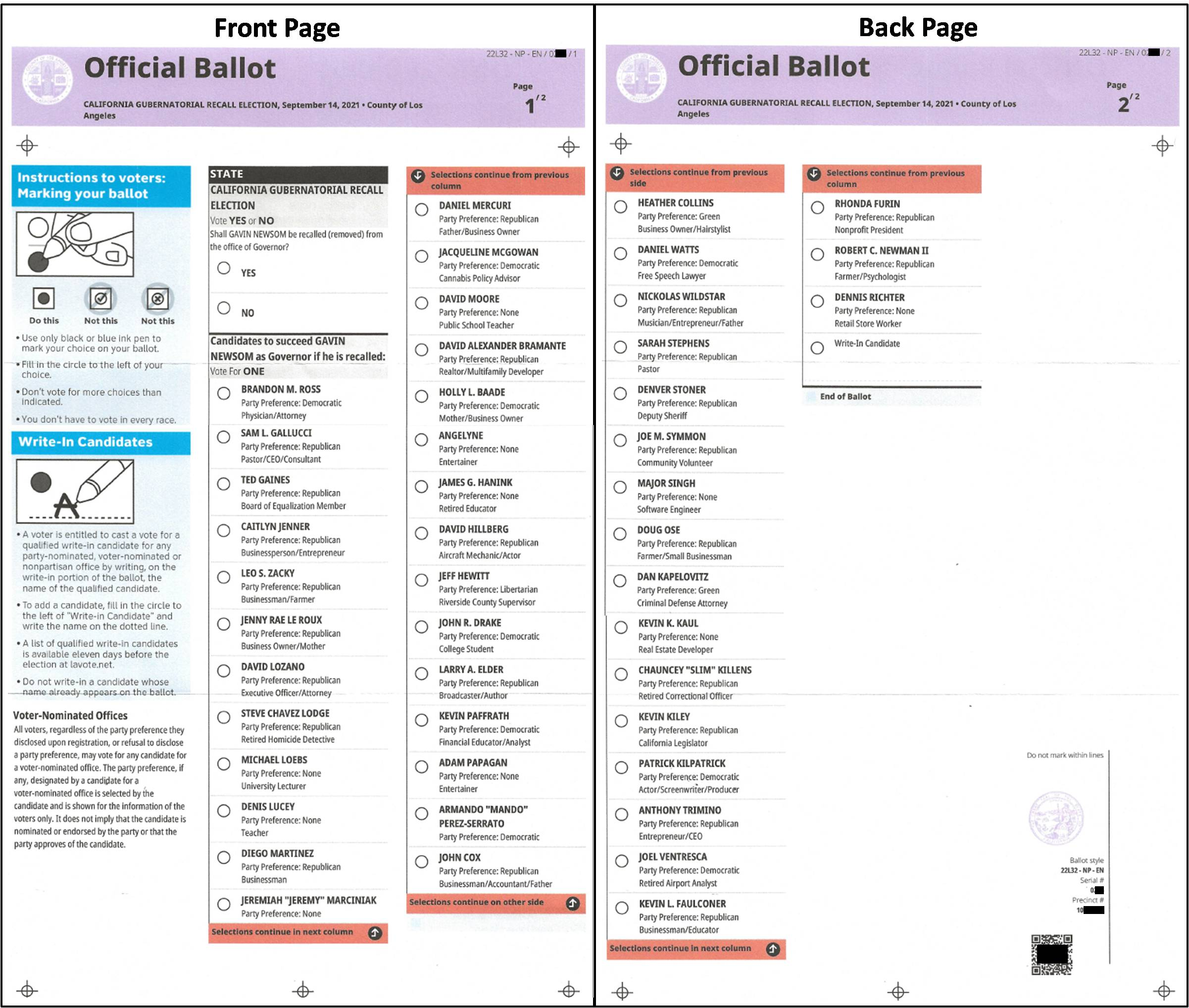
Bulletin utilisé dans le Comté de Los Angeles. L'ordre des candidats, aléatoire, est différent dans chaque comté.

Courant 2021, le gouverneur Démocrate Gavin Newsom est l'objet d'une collecte de signature en vue d'un tel référendum. Les porteurs du projet critiquent principalement sa gestion de la pandémie de Covid-19, mais également sa gestion des sans abris, des immigrés clandestins et de la pénurie d'eau dans l’État,. La collecte démarre officiellement le 10 juin 2020 avec sa validation par le sécrétaire d’État, et s'étend jusqu'au 17 novembre 2020 avant d'être étendu au 17 mars 2021 par la Cour supérieure de Sacramento en raison de la pandémie,.
La collecte voit sa participation galvanisée par un scandale lié à l'organisation par Newsom d'une fête d'anniversaire le 6 novembre 2020 au restaurant trois étoiles The French Laundry, en présence de nombreux invités ainsi que de lobbyistes ne portant pas de masque de protection respiratoire, en contradiction avec les obligations de distanciation sociale et de port du masque mise en place par le gouverneur en réponse à la propagation de la Covid-19,. L'affaire est aggravée par un mensonge du gouverneur, qui prétend initialement que la fête avait eu lieu en extérieur, avant d'être démenti par la publication de photographies montrant le contraire. Si le gouverneur finit par présenter ses excuses, son image est durement ternie par l'évènement,.
A sa clôture, la pétition réunit un total de 2 117 730 signatures dont 1 719 943 valides, soit 13,8 % du total des voix lors de l'élection de 2018. Ce résultat, certifié le 1er juillet 2021, entraine la convocation par le Lieutenant gouverneur Eleni Kounalakis de l'élection gouvernorale révocatoire sous 60 à 80 jours, qu'elle fixe au 14 septembre 2021,. Dans le contexte de la pandémie de Covid-19, les électeurs ont par ailleurs la possibilité de voter par correspondance à partir du 16 août, par le biais d'un bulletin de vote reçu automatiquement à leur adresse postale.

## Système électoral
La majorité absolue des suffrages exprimés en faveur de la révocation est requise lors du référendum, sans majorité qualifiée ni quorum de participation.
Le gouverneur de Californie est élu au scrutin uninominal majoritaire à un tour pour un mandat de quatre ans renouvelable une seule fois.

## Résultats

### Référendum
| Choix                     | Votes      | %     |
| ------------------------- | ---------- | ----- |
| Pour                      | 4 894 473  | 38,12 |
| Contre                    | 7 944 092  | 61,88 |
|                           |            |       |
| Votes valides             | 12 838 565 | 99,58 |
| Votes blancs et invalides | 54 013     | 0,42  |
| Total                     | 12 892 578 | 100   |
| Abstention                | 9 164 576  | 41,55 |
| Inscrits/Participation    | 22 057 154 | 58,45 |

### Élection
| Candidats              | Candidats              | Partis                 | Voix       | %     |
| ---------------------- | ---------------------- | ---------------------- | ---------- | ----- |
|                        | Larry Elder            | Républicain            | 3 563 867  | 48,41 |
|                        | Kevin Paffrath         | Démocrate              | 706 778    | 9,60  |
|                        | Kevin Faulconer        | Républicain            | 590 346    | 8,02  |
|                        | Autres candidats       |                        | 2 500 577  | 33,97 |
|                        |                        |                        |            |       |
| Votes valides          | Votes valides          | Votes valides          | 7 361 568  | 57,10 |
| Votes blancs et nuls   | Votes blancs et nuls   | Votes blancs et nuls   | 5 531 010  | 42,90 |
| Total                  | Total                  | Total                  | 12 892 578 | 100   |
| Abstention             | Abstention             | Abstention             | 9 164 576  | 41,55 |
| Inscrits/Participation | Inscrits/Participation | Inscrits/Participation | 22 057 154 | 58,45 |

## Conséquences
La révocation de Newson est rejetée à une large majorité de près de 62 % des suffrages exprimés.
L'ex-animateur de radio Larry Elder, qui était considéré comme le favori du camp républicain pour succéder à Newson en cas de révocation, conteste en justice le résultat du scrutin. Quelques heures avant l’ouverture des bureaux de vote, son site de campagne affirme ainsi que « des analyses statistiques » ont permis de « détecter des fraudes ».